# Xã Bloomfield, Quận Logan, Ohio
Xã Bloomfield (tiếng Anh: Bloomfield Township) là một xã thuộc quận Logan, tiểu bang Ohio, Hoa Kỳ. Năm 2010, dân số của xã này là 430 người.